# 王立 (西汉)
王立（前1世纪—4年），字子叔，魏郡元城（今河北省大名县）人，西汉外戚，汉成帝生母皇太后王政君及成帝大将軍王鳳的六弟。

## 生平
河平二年（前27年）与兄弟4人（王譚、王商、王根、王逢時）共封列侯（紅陽侯），人称五侯。
王立多做不法之事，汉成帝时曾经藏匿罪犯。所以五舅王商死后，汉成帝以七舅王根为大司马，跳过了王立。漢平帝時期王莽掌权时，讓孔光向王政君揭發王立的罪行，要求王政君讓王立前往封地居住。王政君起初拒絕，但是在王莽的一再要求下，王政君只好讓王立前往封地居住。元始四年（4年），因为呂宽、王宇事件，王立連坐自殺，谥号荒侯。

## 后代

### 子
- 王融，因捲入淳于長的案件，被父親王立逼令自殺。
- 王柱，元始四年袭封紅陽侯，王莽灭亡时断絶。
- 王丹，为中山郡太守，红阳侯王立就国南阳，与南阳诸刘结恩，後降汉光武帝为将軍，战死。

### 孙
- 王泓，王丹子，光武帝怜悯王丹，封王泓为武桓侯。